# Église Sainte-Marie-de-l'Assomption d'Attard
Pour les articles homonymes, voir Église Sainte-Marie-de-l'Assomption.
L’église Sainte-Marie-de-l’Assomption, ou juste église de l’Assomption, est une église située dans la ville de Ħ'Attard (ou Attard), à Malte. Elle est une église paroissiale rattachée à l’archidiocèse de Malte de l’Église catholique.

## Historique
L'église a été construite en 1613 pour remplacer le précédent édifice devenu trop petit.

## Architecture
L'édifice, œuvre de l'architecte Tumas Dingli, offre la vision d'une architecture de type Renaissance avec un portail sculpté.